# کاستائوئلا
کاستائوئلا (به لاتین: Castañuela) یک منطقهٔ مسکونی در جمهوری دومینیکن است که در استان مونته کریستی واقع شده‌است. کاستائوئلا ۸۰٫۹۰ کیلومتر مربع مساحت و ۱۴٬۸۷۸ نفر جمعیت دارد.